# Кведа-Квалити
Кведа-Квалити (груз. ქვედა კვალითი) — село в Грузии, на территории Зестафонского муниципалитета края (мхаре) Имеретия.

## География
Село находится в западной части Грузии, на левом берегу реки Квирила, на расстоянии 4 километров к юго-западу от города Зестафони, административного центра муниципалитета. Абсолютная высота — 195 метров над уровнем моря.

## Население
По результатам официальной переписи населения 2014 года, в Кведа-Квалити проживал 2561 человек (1287 мужчин и 1274 женщины). В национальной структуре населения грузины составляли 99,57 %, украинцы — 0,23 %, русские — 0,16 %.
| Год  | Население, человек |
| ---- | ------------------ |
| 2002 | 1590               |
| 2014 | ↗ 2561             |